# Tipp City, Ohio
Tipp City là một thành phố thuộc quận Miami, tiểu bang Ohio, Hoa Kỳ. Năm 2010, dân số của thành phố này là 9689 người.

## Dân số
- Dân số năm 2000: 9221 người.
- Dân số năm 2010: 9689 người.